# Szent arkangyalok templom (Höltövény)
A Szent Mihály és Gábriel arkangyalok templom Höltövény első és a 2020-as évekig egyetlen ortodox temploma. 1791-ben szentelték fel egy korábbi ortodox imaház közelében, a falu északnyugati, románok lakta részén. Helyi jelentőségű műemlékként tartják nyilván BV-II-a-B-11707 kódszám alatt.

## Története
A szászok által a középkorban alapított Höltövényen legelőször 1536-ban említenek román pásztorokat, 1701-ben pedig 22 román adófizető gazdát. Az ortodox románok a település északnyugati részén kialakult két utcában laktak, és a 18. században egy imaházat használtak misézésre. II. József türelmi rendelete lehetővé tette saját templom építését, 1784-ben azonban a vármegye elutasította a kérést, mivel csak 80 adófizető volt a szükséges 100 helyett. 1786-ban végül jóváhagyták egy görögkeleti templom felépítését, az épület pedig 1791-re készült el, és szeptember 12-én (julián naptár szerint) szentelte fel Gherasim Adamovici püspök. Támogatói (ktetorjai) a macedón Hagi Șandru és felesége, Paraschiva voltak.
Egy 1827-es jelentésből kiderül, hogy a templomban nem volt szószék, csak egy cementből öntött, naiv festményekkel díszített oltár, amelyen egy feszület állt. A templom belsejét csak 1958-ban festették ki teljesen. Az évek során számos alkalommal felújították és kijavították. Az 1990-es években ablakait és bútorzatát kicserélték, a temetőt kerítéssel vették körül, kutat ástak.
A szászok kivándorlása és a románok betelepülése folytán a 21. századra a templom már kicsinek bizonyult az egyházközség számára, így 2023 nyarán elhelyezték egy új ortodox templom alapkövét.

## Leírása
Építője ismeretlen. Négyszög alaprajzú, kőből és téglából emelt épület, falai 80 cm vastagok. Keleti oldalán a szentély félköríves záródású és alacsonyabb, mint a templomhajó, az azt követő előcsarnok, és a gótikus boltozatú zárt tornác. A tornácnak egy nyugati és egy északi bejárata van, felette helyezkedik el a harangtorony. Legrégibb harangja 1791-ből származik, két másikat elvittek a háborúba, azonban 1923-ban két újat vásároltak.
Az épület belsejét bizánci stílusú képekkel festették ki: a bejárat mellé Mihály és Gábriel arkangyalokat festették, szemben pedig ószövetségi jelenetek és román szentek láthatóak. A hajót pátriárkák, apostolok, román vértanúk, bibliai jelenetek ábrázolásai díszítik. A templomzászlók alsó része három részre osztott, mely valószínűleg a Szentháromságot jelképezi; a legrégebbi zászlók 1814–1815-ből származnak. Az emlékek közül még jelentős egy 1784-es oltárterítő (antemis) és több régi könyv (egy 1741-es evangélium, egy 1747-es triodica, egy 1751-es zsoltároskönyv).